# Johan Lorraine
Johan Philip Lorraine (ur. 16 lutego 1989 w Sztokholmie) – szwedzki hokeista.
Jego brat Elliot (ur. 1994) także został hokeistą.

## Kariera
- Stocksunds IF J18 (2004-2007)
- AIK J20 (20007-2008)
- Botkyrka HC J20 (2008-2009)
- Botkyrka HC (2008-2010)
- Nynäshamns IF (2010-2011)
- Arlanda HC J20 (2010/2011)
- Wings HC Arlanda (2010-2011)
- Nybro Vikings IF (2011-2012)
- Borås HC (2012)
- Botkyrka HC (2012-2013)
- Arystan Temyrtau (2013-2014)
- IF Björklöven (2014)
- Bejbarys Atyrau (2014-2015)
- Haninge Anchors (2015)
- Södertälje SK (2015-2016)
- Saryarka Karaganda (2016)
- HK Temyrtau (2016-2017)
- HC Kladno (2017)
- HC Nové Zámky (2017-2018)
- EHC Lustenau (2018-2019)
- Bayreuth Tigers (2019)
- EC Bregenzerwald (2019-2020)
- Väsby IK (2020-2021)
- Sterzing/Vipiteno (2021)
- Rapaces de Gap (2021-2022)
- STS Sanok (2022-2023)
- PZU Podhale Nowy Targ (2024-)
- HSC Csíkszereda (2024-)

Wychowanek klubu Lidingö Vikings HC. W Szwecji grał w ligach Division 1 na trzecim poziomie rozgrywkowym i w HockeyAllsvenskan na drugim. Później występował w zespołach w rozgrywkach ligi kazachskiej, rosyjskiej WHL, czeskiej ekstraligi, słowackiej ekstraligi, Alps Hockey League, niemieckiej DEL2, francuskiej Ligue Magnus. 16 listopada 2022 ogłoszono jego transfer do STS Sanok w rozgrywkach Polskiej Hokej Ligi (trzy dni wcześniej do tego klubu dołączył także jego brat Elliot). Od września 2023 zawodnik PZU Podhale Nowy Targ. W październiku 2024 został zatrudniony przez rumuński klub HSC Csíkszereda.

## Sukcesy
Klubowe
- Brązowy medal mistrzostw Kazachstanu: 2014 z Arystanem Temyrtau
- Awans do HockeyAllsvenskan: 2016 z Södertälje SK
- Srebrny medal mistrzostw Kazachstanu: 2017 z HK Temyrtau